# 존 프랜시스 데이비스
존 프랜시스 데이비스 경, 1대 준남작 KCB(Sir John Francis Davis, 1st Baronet, 1795년 7월 16일~1890년 11월 13일)은 런던에서 태어난 영국의 외교관이자 중국학자로 영국 동인도회사에서 근무했고 이후 2대 홍콩 총독이 됐다. 존 프랜시스 데이비스의 부친은 외교관이었던 새뮤얼 데이비스, 모친은 18세기 초 프랑스 랑그도크에서 잉글랜드로 이주한 난민 귀족 가문의 구성원 헨리에타 보일로였다.

## 홍콩 총독
1844년 5월 7일 봄베이로부터 HMS 스파이트풀호를 타고 도착한 데이비스는 다음날 2대 홍콩 총독으로 지명되어 1848년 3월 21일까지 임기를 수행했다. 임기 도중 데이비스는 홍콩 시민 모두에게 부담을 준 다양한 조세 도입과 부하 직원들에 대한 부적절한 대우 때문에 홍콩 주민들 및 영국 상인들에게서 지지를 얻지 못했다. 데이비스는 1844년 홍콩의 첫 인구조사를 수행했는데 이에 의하면 홍콩 거주 인구는 23,988명이었다.
동년에 데이비스는 중국 측에 아편 무역 금지 정책 포기를 촉구했다.
그의 임기 동안 주말 경마를 시작했는데 이는 현재의 홍콩경마회가 되는 조직의 탄생으로 이어졌다. 데이비스는 1847년 왕립 아시아 학회 중국 지부를 세웠고 초대 회장을 지냈다.
1890년 11월 13일, 브리스톨 헨베리에서 사망했다.

## 같이 보기
- 홍콩의 역사